# Farbebier
Farbebier (auch Färbebier, fachlich korrekt Röstmalzbier oder Röstmalzbierkonzentrat) ist ein aus Farbmalz auf die gleiche Art wie Bier hergestellter und durch spezielle Kochverfahren stark konzentrierter Extrakt. Er kann einem Bier an jeder Stelle des Brau-, Gär- oder Lagerprozesses zugegeben werden.

## Historisches

Werbung für Weyermann „Sinamar“ von 1912

Farbebier wird nicht von den Brauereien selbst, sondern von darauf spezialisierten Zulieferbetrieben hergestellt. Die erste deutsche Röstmalzbierbrauerei wurde 1893 von Carl Betz in Celle gegründet. 1902 begann die Produktion von Weyermann’schem Farbebier aus den im Werk selbst hergestellten Röst- und Farbmalzen. Das surrogatfreie und entbitterte schwarze Röstmalzbier „Sinamar“ („sine amaro“ = „ohne Bitterkeit“) wurde von 1905 bis zum Zweiten Weltkrieg im Filialbetrieb Farbebierbrauerei Johann Baptist Weyermann in Potsdam hergestellt.

## Verwendung
Farbebier ist in Brauereien ein alltägliches und beliebtes Hilfsmittel.
- Es ist ein Färbestoff, der wegen der Substanzgleichheit nicht als solcher deklariert werden muss.
- Es ist weitgehend geschmacksneutral.
- Es ermöglicht den Ausgleich produktions- und rohstoffbedingter Farbschwankungen, was insbesondere in der industriellen Großproduktion und im Premiumsegment wichtig ist.

Da es sich bei Farbebier im rechtlichen Sinn um Bier handelt und das Verschneiden verschiedener Biere selbst durch das Reinheitsgebot nicht verboten ist, bietet Farbebier gewerblichen Brauereien erhebliche Rationalisierungsmöglichkeiten. Als Bier, das nicht zu Genusszwecken, sondern zur Herstellung von anderen Lebensmitteln hergestellt wird, ist Farbebier in der Schweiz von der Biersteuer befreit.
So kann in einem Brauvorgang eine große Menge hellen Grundbieres hergestellt und später ein Teil davon dunkel gefärbt werden. Dem Verbraucher werden im Handel zwei völlig unterschiedlich aufgemachte Biere angeboten, ohne dass zwei Brauvorgänge nötig gewesen wären. Derartig eingefärbte Biere sind nur unter entsprechender Kennzeichnung verkehrsfähig.
Des Weiteren wird Farbebier auch bei der Brotherstellung (Farbvertiefung) und der Umfärbung von Apfelsaft verwendet – ein natürlicher Gelb-Grün-Stich erhält dadurch einen Goldgelbton.